# Ammar Souayah
Ammar Souayah (11 de junho de 1957) é um ex-futebolista e atual treinador profissional tunisiano. Ele foi o treinador da Tunísia na Copa do Mundo de 2002.